# Jacques Bouffil
Jacques Bouffil (né Jacques Jules Bouffil ou Boufil le 14 mai 1783 à Muret, décédé le 31 octobre 1868 à Toulouse) est un clarinettiste et compositeur classique français.

## Biographie
Jacques Bouffil obtient un deuxième accessit de clarinette dans la classe de Charles Duvernoy au conservatoire de Paris en l'an XIV et en 1806. À cette époque, Jean-Xavier Lefèvre enseignait dans l'autre classe de clarinette. Il reçoit à cette occasion une paire de clarinettes en si bémol et en ut de fabrication française qu'il conserve jusqu'en 1817.
De 1807 à 1830, il est clarinette solo dans l'orchestre de l'Opéra Comique à Paris. 
Il est également chambriste et se produit dans de nombreux récitals avec Louis François Dauprat (cor), Joseph Guillou (flûte), Antoine Henry (basson) et Gustave Vogt (hautbois). Antoine Reicha compose en tout 24 oeuvres pour ce quintette à vent,, quelquefois dénommé quintette à vent Reicha.
Bien que dédié à un notable parisien M. Boscary de Villeplaine, le quintette pour clarinette et cordes en si bémol majeur op. 89 d'Antoine Reicha a vraisemblablement été écrit pour Jacques Bouffil vers 1820.
Il compose notamment pour la clarinette, seule ou avec d'autres instruments. On relèvera les six trios pour clarinettes opus 7 et 8 qui constituent une contribution importante à la littérature de la clarinette.

## Œuvres
Comme compositeur, on relèvera les œuvres suivantes :
- Trois duos pour deux clarinettes op. 5
- Six airs variés, précédés d'une ouverture et suivis d'un pot-pourri d'airs nationaux op. 6 pour une flûte, deux clarinettes, deux cors et deux bassons
- Six trios pour trois clarinettes op. 7 et 8

## Enregistrement
- Clarinet Chamber Music par Luigi Magistrelli, Laura Magistrelli et Cristina Romano (clarinettes), avec Claudia Bracco (piano) (Brilliant Classics, 2022)